# Nederlands kampioenschap schaatsen sprint 1973
Het Nederlands kampioenschap sprint 1973 (voor mannen) was de vierde editie van dit schaatsevenement dat over de sprintvierkamp (2x 500, 2x 1000 meter) werd verreden. Het vond plaats in het weekend van 13 en 14 januari op de onoverdekte ijsbaan Thialf in Heerenveen, tegelijkertijd met de Nederlandse kampioenschappen schaatsen allround 1973 (voor mannen en vrouwen).
Er namen zes deelnemers aan deel. Jos Valentijn behaalde zijn eerste titel. Drievoudig kampioen Jan Bazen werd deze editie tweede. De derde plaats werd net als in 1971 ingenomen door Eppie Bleeker. De enige debutant, Hans Künz, kwam alleen de eerste dag in actie. Beide wedstrijdagen trokken een 12.000 koppig publiek.
De top-4 sprinters (Bazen, Bleeker, Olof en Valentijn) werden samen met de allrounder Hans van Helden aangewezen om deel te nemen aan de Wereldkampioenschappen schaatsen sprint 1973 op de onoverdekte ijsbaan Valle Hovin Kunstisbane in Oslo, Noorwegen.

## Uitslagen
Afstandmedailles
| Afstand  | 1e            | 2e            | 3e            |
| -------- | ------------- | ------------- | ------------- |
| 1e 500m  | Jos Valentijn | Jan Bazen     | Johnny Olof   |
| 1e 1000m | Eppie Bleeker | Jan Bazen     | Jos Valentijn |
| 2e 500m  | Jos Valentijn | Jan Bazen     | Johnny Olof   |
| 2e 1000m | Jos Valentijn | Eppie Bleeker | Jan Bazen     |

Eindklassement
| Rang   | Schaatser     | Punten         | 500m             | 1000m          | 500m      | 1000m       |
| ------ | ------------- | -------------- | ---------------- | -------------- | --------- | ----------- |
| Goud   | Jos Valentijn | 164.755 BR, CR | 40,39 (1) BR, CR | 1.23,76 (3)    | 40,50 (1) | 1.24,00 (1) |
| Zilver | Jan Bazen     | 166.080        | 40,81 (2)        | 1.23,58 (2)    | 40,85 (2) | 1.25,26 (3) |
| Brons  | Eppie Bleeker | 166.950        | 41,69 (4)        | 1.23,51 (1) BR | 41,04 (4) | 1.24,93 (2) |
| 4      | Johnny Olof   | 167.320        | 40,90 (3)        | 1.24,88 (4)    | 40,90 (3) | 1.26,61 (4) |
| 5      | Piet de Boer  | 188.430        | 55,80 (6)        | 1.29,63 (5)    | 42,80 (5) | 1.30,03 (5) |
| 6      | Hans Künz     | 042.420        | 42,42 (5)        | DNF            |           |             |

BR = baanrecord
CR = kampioenschapsrecord
DNF = niet gefinished